# Roger Rönning
Björn Roger Rönning, född 20 december 1947 i Örnsköldsvik, är en svensk låtskrivare, musiker och sångare.

## Biografi
Roger Rönning flyttade som ung från Örnsköldsvik och växte upp i Småland, där hans första band Melvins bildades i Nybro 1963. Bandet spelade framför allt låtar av Kinks, men även av Rolling Stones och andra 60-talsband. Han var därefter medlem i växjöbandet Splains TX, som bland annat turnerade i utomlands och medverkade i TV. På 70-talet bildade Rönning tillsammans med Ted Steerling (från Contact), Marion Noel och Susie Heine den akustiska kvintetten Flex. Gruppen var inspirerade av bland andra Crosby, Stills, Nash and Young och deras stämsång, och de medverkade i TV-program och turnerade runt landet. Han var även under en period medlem i Py Bäckmans band Py Gang. Han medverkade tillsammans med Ted Steerling på Mikael Rickfors första soloalbum.
Första soloplattan Rötter från 1977 spelades in med Rickfors som producent. Efter fyra snabba skivsläpp och intensivt turnerande blev han förälder i början av 1980-talet och slutade med turnerandet.

## Diskografi

### Album
- 1977 - Rötter
- 1979 - Nattens skuggor
- 1980 - R.R.
- 1982 - Telepati
- 1985 - Brinner av lust
- 1988 - Roger Rönning
- 1991 - Tiden bara går (samlingsalbum)
- 1995 - Månskuggor
- 1998 - Fem barn
- 2003 - Snabbare än livet
- 2005 - Glimtar över tiden (samlingsalbum)
- 2009 - Ingen kvinna Ingen man
- 2012 - Att finnas till
- 2013 - Tretton akustiska låtar
- 2015 - Vi lägger pussel
- 2017 - Vår inre kompass (vinylalbum)